# Krtina, Trebnje
Krtina je naselje v občini Trebnje.
Krtina je gručasto in deloma obcestno naselje pod gradom Mala Loka na terasah levega brega Temenice. V Žabenski dolini in V gričih so polja, ob Temenici pa sta bila kovačnica in mlin, ki je obstal leta 1964. Na Krtini so našli rimske grobove, od Šentlovrenca do tod pa je dobro vidna trasa rimske ceste.